# Edmund Geisen
Edmund Peter Geisen (* 5. März 1949 in Lützkampen) ist ein deutscher Politiker (FDP).

## Leben und Beruf
Nach der Volksschule machte Geisen von 1963 bis 1966 eine landwirtschaftliche Lehre und besuchte anschließend die Berufsaufbauschule und ab 1968 die Ingenieurschule, die er 1971 als Agraringenieur (grad.) abschloss. Danach war er als Pflanzenschutzberater tätig und begann 1973 ein Studium an der Universität Bonn, welches er 1977 als Diplom-Ingenieur beendete. Danach absolvierte er bis 1980 ein Referendariat. 1980 erfolgte auch seine Promotion zum Dr. agr. an der Universität Bonn mit der Arbeit „Zustand, Entwicklung und Leistung des Grünlandes bei verschiedener Weideführung im Bergischen Land“.  Danach war er als Lehrer tätig. Von 1986 bis 2000 war Geisen Landwirtschaftsdirektor und Leiter an verschiedenen Staatlichen Lehr- und Versuchsanstalten für Landwirtschaft und Weinbau in Rheinland-Pfalz und ab 2000 Referent für Landwirtschaft an der ADD Trier.
Edmund Peter Geisen ist verheiratet und hat einen Sohn.

## Partei
Seit 1990 ist er Mitglied der FDP. Von 1996 bis 2012 war er Vorsitzender des FDP-Kreisverbandes Vulkaneifel, ab 1998 stellvertretender Vorsitzender des FDP-Bezirksverbandes Eifel-Hunsrück und ab 2001 Mitglied des Landesvorstandes der FDP Rheinland-Pfalz.

## Abgeordneter
Geisen war von 1984 bis 1994 sowie erneut von 2004 bis 2006 Mitglied im Verbandsgemeinderat der Verbandsgemeinde Daun. Von 2004 bis 2006 war er Mitglied im Rat der Stadt Daun und seit 2004 ist er Mitglied des Kreistages des Landkreises Vulkaneifel.
Von 2001 bis zum 15. Januar 2006 gehörte er dem Landtag von Rheinland-Pfalz an.
Von 2005 bis 2013 war er Mitglied des Deutschen Bundestages. Geisen ist über die Landesliste Rheinland-Pfalz in das Parlament eingezogen. Er war ordentliches Mitglied des Ausschusses für Ernährung, Landwirtschaft und Verbraucherschutz, des Petitionsausschusses und stellvertretendes Mitglied im Verkehrsausschuss.
Durch das Scheitern seiner Partei an der Fünf-Prozent-Hürde bei der Bundestagswahl 2013 war er im 18. Bundestag nicht mehr vertreten.

## Mitgliedschaften
Geisen war Mitglied der Europa-Union Parlamentariergruppe Deutscher Bundestag.